# 켄터키 커널

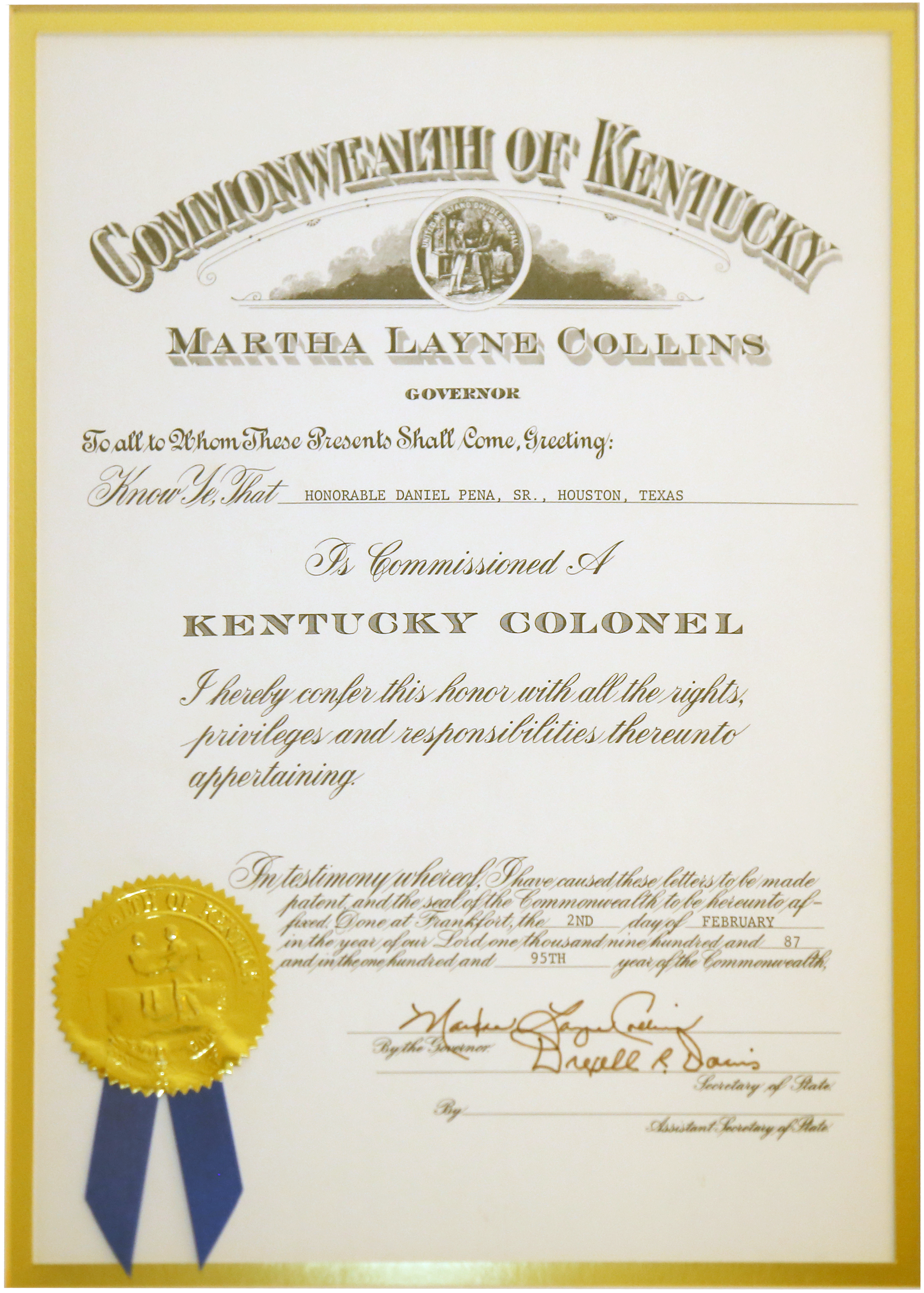

켄터키 커널(Kentucky Colonel)은 미국 켄터키주에서 수여하는 최고의 명예직위이다. 지역사회나 주 또는 국가와 관련하여 이루어낸 뛰어난 업적과 공헌에 대해 현직 켄터키 주지사가 수여한다. 증서에는 켄터키 주지사와 국무장관의 서명과 켄터키주 인장이 새겨져 있다.
켄터키 커널로 임명받은 유명인사로는 미국의 전 대통령 로널드 레이건과 빌 클린턴, 영국의 전 수상 윈스턴 처칠, 스포츠 스타 무함마드 알리와 타이거 우즈, 교황 요한 바오로 2세 등이 있다. 켄터키 프라이드 치킨(KFC)의 창업자 커널 샌더스역시 1935년 켄터키 커널로 임명받았다.

## 같이 보기
- 친선대사